# بغلم کن (آلبوم لورا برانیگن)
«بغلم کن» (به انگلیسی: Hold Me) آلبومی از هنرمند اهل ایالات متحده آمریکا لورا برانیگن است که در سال ۱۹۸۵ میلادی منتشر شد.